# Майкъл Гернхарт
Майкъл Ландън Гернхарт (на английски: Michael Landon Gernhardt) е астронавт на НАСА и мениджър на Лабораторията по психология свързана с околната среда и основен следовател към програмата Prebreathe Reduction Program към космическия център „Линдън Джонсън“, Хюстън, Тексас.

## Биография
Роден е на 4 май 1956 в Мансфийлд (Mansfield), Охайо. След завършване на средното си образование (1974) постъпва в Университета Вандербилт. Завършва го и става бакалавър по физика (1978), после магистър (1983), доктор (1991) по биоинженерство в Университета на Пенсилвания.
Гернхарт е професионален водолаз и има над 700 дълбоководни гмуркания.

## Космически полети
Със своите четири извършени космически полета д-р Гернхарт е един от ветераните на НАСА. Има над 43 дни в космоса, включително 4 космически разходки с продължителност от общо 23 часа и 16 минути.
| Космически полети на Майкъл Ландън Гернхарт                      | Космически полети на Майкъл Ландън Гернхарт | Космически полети на Майкъл Ландън Гернхарт | Космически полети на Майкъл Ландън Гернхарт | Космически полети на Майкъл Ландън Гернхарт |
| №                                                                | Дата                                        | КК                                          | Функции                                     | Продължителност                             |
| ---------------------------------------------------------------- | ------------------------------------------- | ------------------------------------------- | ------------------------------------------- | ------------------------------------------- |
| 1                                                                | 7 септември 1995                            | „STS-69“                                    | Специалист по мисията                       | 10 денонощия 20 часа 29 мин 56 сек.         |
| 2                                                                | 4 април 1997                                | „STS-83“                                    | Специалист по мисията                       | 3 денонощия 23 часа 13 мин 38 сек.          |
| 3                                                                | 1 юли 1997                                  | „STS-94“                                    | Специалист по мисията                       | 15 денонощия 16 часа 45 мин 29 сек.         |
| 4                                                                | 12 юли 2001                                 | „STS-104“                                   | Специалист по мисията                       | 12 денонощия 18 часа 36 мин 39 сек.         |
| Сумарно време в космоса – 43 денонощия 7 часа 5 минути и 45 сек. |                                             |                                             |                                             |                                             |

### STS-69
Провежда се от 7 до 18 септември 1995 г. Нейната основна цел е успешното пускане и връщане на спътник „Спартан“, както и т.нар.  Wake Shield Facility (WSF). С WSF се проверява ефективността за производство и на полупроводници, високотемпературни свръхпроводници и други материали, като се използва ултрависок вакуум, създаден зад космическия кораб. Д-р Гернхарт е единият от двамата астронавти за извършване на космически разходки, както и за оценката на приборите и инструментите на бъдещата космическа станция. Мисията продължава 260 часа, 29 минути и 8 секунди, изминати са над 4,5 милиона мили и 171 обиколки на Земята.

### STS-83
Проведена е от 4 до 8 април 1997 г. Това е от т.нар. Спейслаб-мисии (Spacelab), в която се използва микрогравитационната научна лаборатория (Microgravity Science Laboratory) (MSL-1). Мисията обаче е прекъсната поради проблеми с едно от трите звена на совалката с горивни клетки за електроенергия. Мисията е с продължителност 95 часа и 12 минути и са изминати 1,5 милиона мили и 63 обиколки на Земята.

### STS-94
Продължава от 1 до 17 юли 1997. Това е повторение на неуспешния полет STS-83 и е със същата програма. Концентрира се вниманието върху материалознанието и изследване на горенето в условията на микрогравитация. Мисията продължава 376 часа и 45 минути, пропътувани са 6,3 милиона мили и са направени 251 обиколки на Земята.

### STS-104
Проведена е от 12 до 24 юли 2001 г. Това е 10-и полет към Международната космическа станция (МКС). По време на 13-дневния полет екипажът провежда съвместни операции с екипажа на Експедиция 2. Д-р Гернхарт е един от двамата астронавти, които изпълняват три космически разходки, за да инсталират заедно преддверието „Куест“ ("Quest") (това са първите американски космически разходки от МКС) и да го оборудват с четири резервоара за високо налягане. По време на мисията са направени повече от 200 обиколки на Земята, и са пропътувани 5,3 милиона мили за 306 часа и 35 минути.

## Награди и отличия
- Медали на НАСА за космически полет – (4);
- Медал на НАСА за изключителни успехи – (2);
- Медал НАСА за изключителен успех;
- Медал на НАСА за забележителен принос.